# Ruthenium(VI)-fluorid
Ruthenium(VI)-fluorid (RuF6), meist auch Rutheniumhexafluorid, ist eine chemische Verbindung der Elemente Ruthenium und Fluor und gehört zur Stoffgruppe der Hexafluoride.

## Darstellung
Rutheniumhexafluorid wird durch direkte Umsetzung des Metalls in einem Gasstrom von F2/Ar bei 400–450 °C dargestellt. Die Ausbeuten liegen unter 10 %.
{\displaystyle {\ce {Ru + 3 F2 -> RuF6}}}

## Eigenschaften
Rutheniumhexafluorid ist ein dunkelbrauner kristalliner Feststoff, der bei 54 °C schmilzt. Es kristallisiert im orthorhombischen Kristallsystem (gemessen bei −140 °C) in der Raumgruppe Pnma (Nr. 62) mit den Gitterparametern a = 931,3 pm, b = 848,4 pm und c = 491,0 pm und vier Formeleinheiten pro Elementarzelle mit einer berechneten Dichte von 3,68 g·cm−3. Das RuF6-Molekül ist oktaedrisch (Oh); die Ru–F-Bindungslänge beträgt 181,8 pm.